# Graticule Lake
Der Graticule Lake (von englisch graticule ‚Raster, Gitternetz‘) ist ein runder See mit einem Durchmesser von 200 m an der Ingrid-Christensen-Küste des ostantarktischen Prinzessin-Elisabeth-Lands. Er liegt dort in den Vestfoldbergen.
Das Antarctic Names Committee of Australia benannte ihn so, weil ein Kreuzungspunkt im Gitternetz einer Landkarte im Maßstab 1:50.000 im Südosten des Sees liegt.